# Erhard Wetzel
Erhard Wetzel (en allemand : Erhard Wetzel,, ; 7 juillet 1903 à Szczecin - 24 décembre 1975) était un juriste allemand, homme politique sous le Troisième Reich, expert du Ministère du Reich aux Territoires occupés de l'Est pour la « question juive » auprès d'Alfred Rosenberg, participant à la création du projet Generalplan Ost et notamment aux travaux d'étude d'aménagement du territoire portant sur la mise en place du Reichskommissariat Ostland.
Après la dernière guerre, Wetzel fut connu surtout comme étant l'auteur de la lettre sur les chambres à gaz (de) du 25 octobre 1941. Cette lettre est restée jusqu'à présent le premier document connu établissant un lien entre l'Aktion T4 (euthanasie des handicapés dans des chambres à gaz) et la Shoah en Europe. Wetzel signale dans sa lettre qu'il n'a pas d'objections à ce que les Juifs des ghettos du Reichskommissariat Ostland, qui étaient inaptes au travail et les Juifs du Reich, entrant dans la même catégorie, soient éliminés par le système des gaswagen de Viktor Brack. Il souhaite surtout éviter les problèmes posés par les massacres de Juifs tels que ceux de Vilnius et le retentissement sur la population qui en était témoin. Il signale aussi que l'utilisation des gaz posent des problèmes techniques encore à résoudre. L'aide du Dr Kullmeyer, chimiste lui semble être bien utile à ce propos.
Bien qu'E. Wetzel, qui était un acolyte d'Alfred Rosenberg, n'eusse pas un mot à dire à propos du plan d'extermination général des Juifs, sa lettre est une première allusion directe à ce plan. 
E. Wetzel est également connu pour avoir participé aux conférences qui ont suivi la Conférence de Wannsee du 20 janvier 1942.

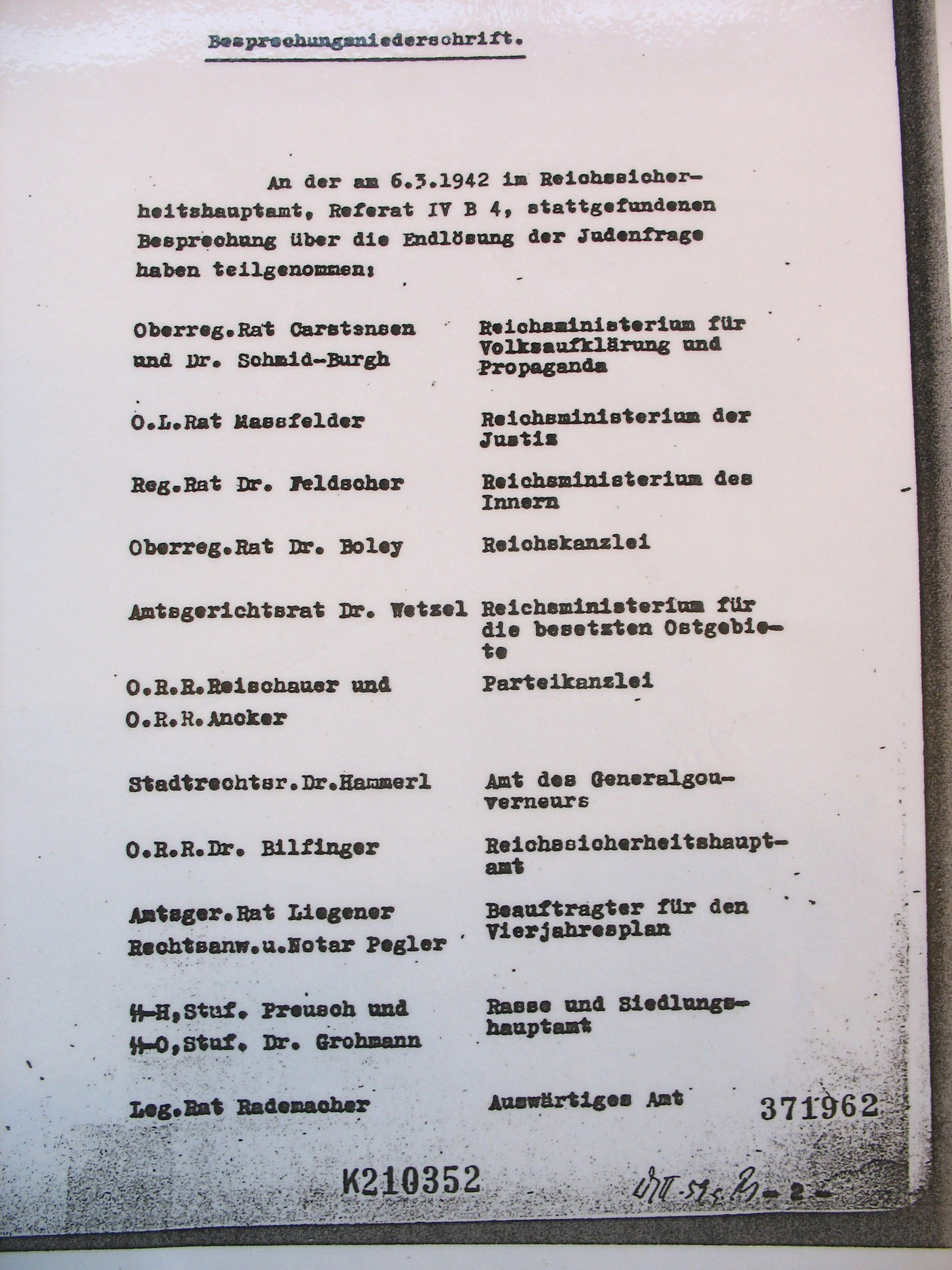
RSHA-6.März1942-10.3 Wetzel, participant aux discussions sur la solution finale du problème juif le 6/3/1942

## Carrière avant l'arrivée des nazis au pouvoir
Il existe très peu d'informations sur sa jeunesse. Wetzel était le fils d'un huissier de justice. Il naquit à Szczecin, ville qui faisait partie de l'Allemagne à l'époque (sous le nom allemand de Stettin). C'est actuellement une ville polonaise. En 1928, il défendit sa thèse de droit public à l'Université de Göttingen En 1933 il fut admis comme conseiller et juge à Berlin

## Carrière sous le régime nazi
En mai 1933, il s'inscrivit au Parti national-socialiste des travailleurs allemands. Il commença par y travailler en qualité de représentant du parti auprès de la presse nazie des groupes locaux. En 1935, il obtint un poste d'expert-juridique pour les questions raciales à la direction suprême du parti , quoique, dès 1934, il lui arrivait de donner des consultations sur ces mêmes questions raciales au secrétaire d'état Roland Freisler, futur président du «Volksgerichtshof». Wetzel travailla aussi sous les ordres d'Heinrich Himmler à la direction du commissariat pour le «renforcement de la race allemande»
Après le début de la Seconde Guerre mondiale, Wetzel fut nommé délégué pour les questions de politique raciale auprès du chef des autorités civiles à Poznań : le Gruppenführer SS Arthur Greiser. Peu après, le 25 novembre 1939, avec Dr Günther Hecht, il rédigea un mémorandum secret sous le titre «Question sur le traitement des anciens territoires polonais du point de vue de la politique raciale» dans laquelle il était question de la «déportation» des Polonais et des Juifs dans les «territoires libres restants» (en allemand : Restgebiet). Dans ce mémorandum on peut lire:

« La propriété terrienne des Polonais doit être confisquée. La vie culturelle propre doit être exclue ; aucune école polonaise, aucun service religieux en langue polonaise ; aucun restaurant polonais, ni de théâtre, ni journaux, etc.», »

En avril 1940, Wetzel fut nommé chef de la section du service politico-racial.
Après l'invasion de l'Allemagne en URSS et la nomination officielle en juillet 1941 
d'Alfred Rosenberg comme ministre du Reich des territoires occupés de l'est, Wetzel travailla comme rédacteur sur la question juive dans la section politique du ministère de la culture.
Le 25 octobre 1941, il rédige une lettre adressée à Hinrich Lohse Reichskommissar de l'Ostland où il valide au nom de l'Ostministerium, après avoir reçu l'aval d'Adolf Eichmann et le soutien de Viktor Brack le 23 octobre 1941 à Berlin, le souhait exprimé par Hinrich Lohse dans une lettre du 4 octobre 1941 d'utiliser des camions à gaz (le procédé de Brack) pour exterminer les Juifs du Reichkommissariat Ostland déclarés inaptes au travail,.

«  En référence à ma lettre du 18 octobre 1941, notez s'il vous plaît que l'Oberdienstleiter Brack de la chancellerie du Führer, est disposé à prêter son assistance à la construction du local et des équipements de gazage nécessaires. Pour le moment, nous ne disposons pas d'une quantité suffisante d'équipements, il faut donc d'abord les fabriquer. Puisque, selon Brack, la fabrication de ces équipements dans le Reich occasionne des difficultés beaucoup plus importantes que s'ils étaient fabriqués sur place, il semble pour lui que la meilleure solution soit d'envoyer ses hommes dès maintenant à Riga, en particulier son chimiste, le Dr Kallmeyer, qui se chargera de tout le reste sur place. L'Oberdienstleiter Brack fait remarquer que le procédé en question n'est pas sans danger, de sorte qu'il faut prendre des précautions particulières. Dans ces circonstances, je vous demande de contacter l'Oberdienstleiter Brack à la chancellerie du Führer par l'intermédiaire de votre chef des SS et de la police et de lui demander qu'il vous envoie le chimiste Dr Kallmeyer ainsi que toute l'assistance nécessaire. Je me permets d'ajouter que le Sturmbannführer Eichmann, le responsable des questions juives à l'Office Central de Sécurité du Reich, est absolument d'accord avec cette procédure. Selon des informations qui nous ont été données par le Sturmbannführer Eichmann, des camps pour les juifs seront établis à Riga et à Minsk où les juifs de l'Altreich pourraient être également envoyés. Des juifs sont actuellement évacués de l'Altreich vers Litzmannstadt et vers d'autres camps, à partir desquels ceux qui sont déclarés aptes au travail seront affectés à des unités de travail à l'Est. Les choses étant ce qu'elles sont, il ne saurait y avoir de scrupules concernant le fait que les Juifs qui sont inaptes au travail doivent être supprimés en utilisant la méthode de Brack.
De cette façon, des incidents tels qu'ils se sont produits lors des fusillades de Juifs à Vilna d'après un rapport que j'ai sous les yeux, rapport selon lequel ces fusillades eurent lieu en public, de tels incidents, qui peuvent difficilement être tolérés, ne seront plus possibles. Les juifs aptes au travail, au contraire, seront transportés vers des unités de travail à l'Est. Il va sans dire que les hommes et les femmes aptes au travail doivent être tenus à l'écart les uns des autres.
Je vous prie de me tenir informé de toute autre mesure que vous pourriez prendre »

.
Jusqu'à la fin de la guerre, Wetzel partage avec Gehrard Hecht la fonction d'expert des questions raciales à l'« Ostministerium » et rédige plusieurs rapports et memorandums relatifs la solution finale de la question juive.

## Biographie après-guerre
En 1945, Wetzel tomba aux mains des forces soviétiques sur le territoire de l'Allemagne de l'est et fut incarcéré. En 1949 un tribunal de la RDA le condamna à une peine d'emprisonnement de longue durée Sa peine fut exécutée en URSS. Le 31 décembre 1955 il fut libéré et en février 1956 il passa en RFA dans le cadre d'un accord de répartition entre l'URSS et la RFA. À partir de
mai 1956 il fut conseiller du ministère de l'intérieur de Basse-Saxe. En 1958 il partit à la retraite.
À l'époque du procès d'Eichmann, le rôle de Wetzel comme participant à la conférence de Wannsee fut à nouveau remis à l'avant-plan lors des délibérations Le procureur de Hanovre initia une enquête à son encontre qui se termina le 9 décembre 1961. Relativement au mémorandum que Wetzel écrivit le 25 novembre 1939, le procureur fit remarquer: «Bien que le contenu du mémorandum apparaisse abominable et témoigne d'un point de vue étroit et sans pitié, il n'en ressort pas qu'il soit un crime punissable». Plus loin le procureur écrivit: «Wetzel est juriste, (...) il est très leste et se trouve dans une forme physique et morale excellente. On peut supposer que depuis longtemps il a prévu que cette enquête serait diligentée contre lui. Pour lui cela ne représente pas une charge difficile d'obtenir des informations sur les charges retenues contre lui (...). Avec cela, il est probable qu'il ne pourra pas s'abstenir de remarquer, que si on part vers une affaire criminelle excitante, les preuves pour le 
condamner feront défaut. Quant aux documents il est certain qu'il ne pourra pas les renier, et il en attribuera naturellement la cause aux ordres et commandements reçus en provenance de ses chefs».